# Turning Point 2005
Turning Point 2005 è stata la seconda edizione del pay-per-view prodotto dalla Total Nonstop Action Wrestling (TNA). L'evento si è svolto l'11 dicembre 2005 presso l'Impact Zone di Orlando in Florida.

## Risultati
| #  | Match | Stipulazioni                                                  | Durata         |
| -- | --- | ------------------------------------------------------------- | -------------- |
| 1  | The Naturals (Andy Douglas e Chase Stevens) e Lance Hoyt hanno sconfitto Buck Quartermain, Jon Bolen e Joe Doering                                     | Six-man tag team match                                        | 07:11 Pre-show |
| 2  | Sabu ha sconfitto Abyss | Barbed Wire match massacre                                    | 10:59          |
| 3  | Austin Aries e Matt Bentley (con Traci) hanno sconfitto Alex Shelley e Roderick Strong                                                                 | Tag team match                                                | 08:04          |
| 4  | Raven ha sconfitto Chris K | Single match                                                  | 05:45          |
| 5  | Team Canada (A-1, Bobby Roode e Eric Young e Petey Williams) (con Scott D'Amore) ha sconfitto 3Live Kru (B.G. James, Kip James, Konnan e Ron Killings) | Eight-man tag team match                                      | 07:18          |
| 6  | Chris Sabin, Dale Torborg e Sonjay Dutt (con A. J. Pierzynski) hanno sconfitto The Diamonds in the Rough (David Young, Elix Skipper e Simon Diamond)   | Six-man tag team match                                        | 07:57          |
| 7  | Christian Cage ha sconfitto Monty Brown | Single match                                                  | 12:32          |
| 8  | Team 3D (Brother Devon e Brother Ray) ha sconfitto America's Most Wanted (con Chris Harris e James Storm) (con Gail Kim)                               | Elimination tables match                                      | 09:40          |
| 9  | Samoa Joe ha sconfitto AJ Styles (c) per knockout tecnico                                                                                              | Single match per il titolo TNA X Division Championship        | 18:58          |
| 10 | Jeff Jarrett (c) ha sconfitto Rhino | Single match per il titolo NWA World Heavyweight Championship | 17:30          |
|    | (c) = campione in carica al momento dell'inizio del match                                                                                              |                                                               |                |